# Andrzej Urbański

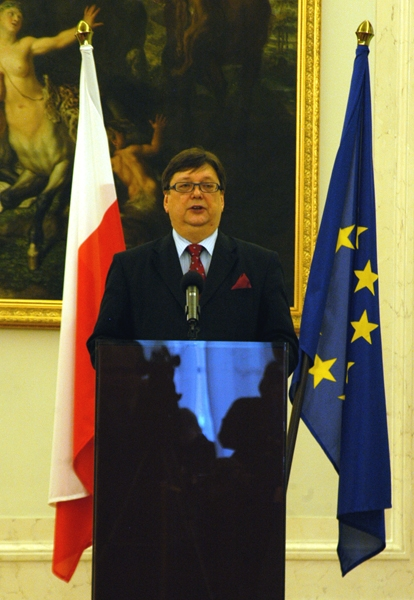
Andrzej Urbański przemawia w Pałacu Prezydenckim (2006)

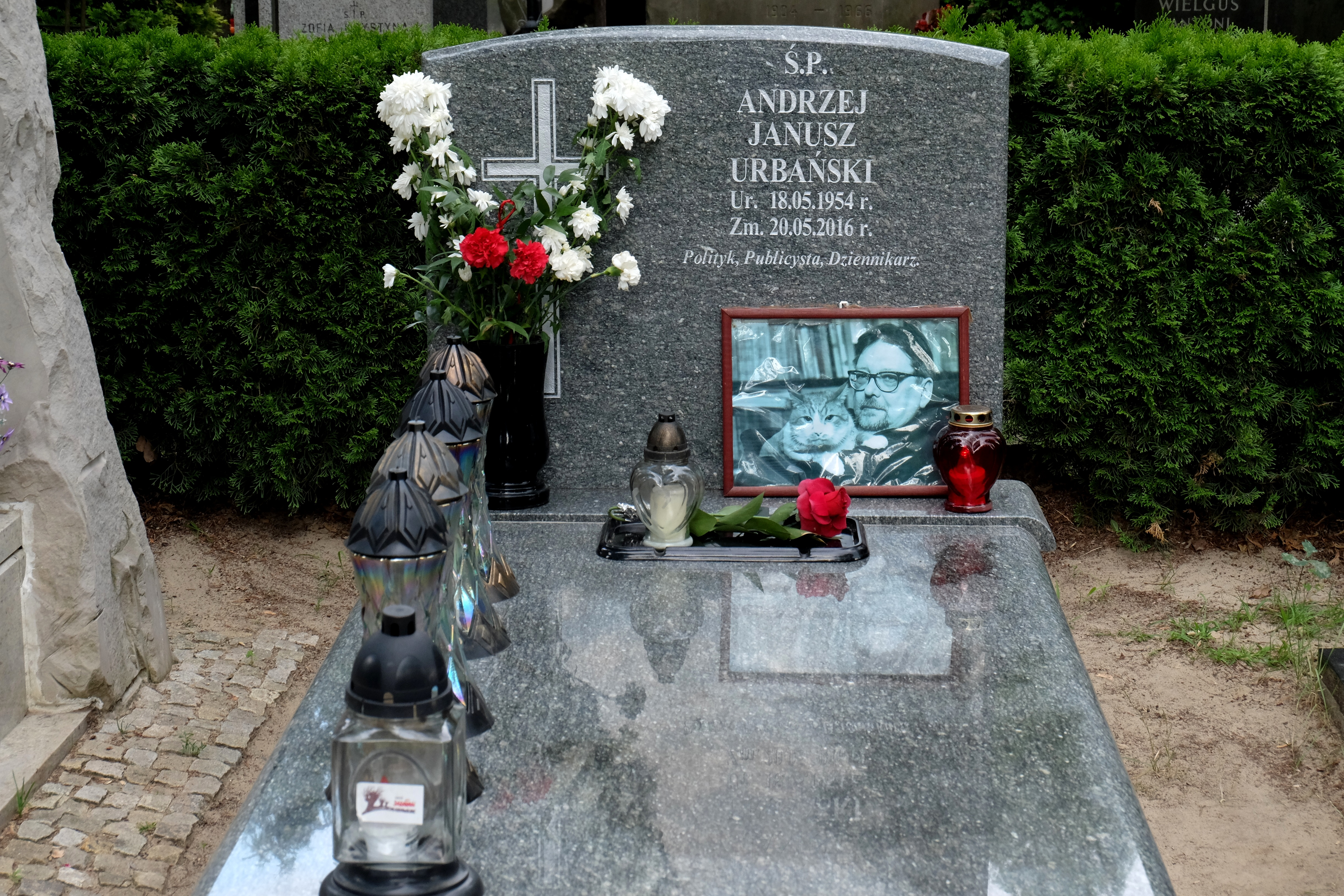
Grób Andrzeja Urbańskiego na Cmentarzu Wojskowym na Powązkach w Warszawie

Andrzej Janusz Urbański (ur. 18 maja 1954 w Warszawie, zm. 20 maja 2016 tamże) – polski polityk, dziennikarz i publicysta. Poseł na Sejm I kadencji, w latach 2002–2005 zastępca prezydenta m.st. Warszawy, w latach 2005–2006 szef Kancelarii Prezydenta RP, w latach 2006–2007 doradca prezydenta RP Lecha Kaczyńskiego, w latach 2007–2008 prezes zarządu Telewizji Polskiej.

## Życiorys

### Okres PRL
Syn Wiesława i Elżbiety. W 1977 ukończył studia w zakresie socjologii kultury na Wydziale Filologii Polskiej Uniwersytetu Warszawskiego. Pracował w Bibliotece Narodowej. W latach 1980–1981 przewodniczył komisji zakładowej „Solidarności” w tej instytucji. Był delegatem na II i III Krajowy Zjazd Delegatów NSZZ „Solidarność”. Po wprowadzeniu stanu wojennego objął kierownictwo podziemnego wydawnictwa „Wola”. W 1989 został członkiem Tymczasowego Zarządu Regionu Mazowsze NSZZ „S”. Zasiadał w prezydium Rady Duszpasterstwa Ludzi Pracy w Archidiecezji Warszawskiej (1986–1992), należał też do Klubu Myśli Politycznej „Dziekania” (1988–1989).
Z akt opublikowanych przez IPN we wrześniu 2007 wynikało, że w 1982 Andrzej Urbański po rozmowie ostrzegawczej podpisał deklarację lojalności wobec organów bezpieczeństwa PRL. Sam zainteresowany zaprzeczył tym informacjom. IPN wydał w tej sprawie komunikat prasowy, w którym poinformowano, że zapisy w katalogu odzwierciedlają sformułowania w zachowanych źródłach, zaś tzw. deklaracja lojalności nie oznaczała współpracy z organami bezpieczeństwa państwa.

### Działalność polityczna w III RP
W latach 1990–1992 działał w Porozumieniu Centrum, był sekretarzem zarządu głównego i członkiem naczelnej rady politycznej. W 1991 uzyskał mandat posła na Sejm I kadencji z listy ogólnopolskiej kandydatów w okręgu warszawskim z ramienia Porozumienia Obywatelskiego Centrum. Zasiadał w Komisji Kultury i Środków Przekazu, Komisji Polityki Społecznej oraz Komisji Nadzwyczajnej do zbadania skutków stanu wojennego. W trakcie kadencji przeszedł do Polskiego Programu Liberalnego. Kilka lat później działał w Ruchu Stu.
W latach 2000–2001 pełnił funkcję doradcy premiera Jerzego Buzka ds. polityki informacyjnej (w randze podsekretarza stanu w KPRM), należał do Ruchu Społecznego AWS. W wyborach samorządowych w 2002 został wybrany na radnego warszawskiej dzielnicy Wawer z listy Prawa i Sprawiedliwości. Od 2002 do 2005 był zastępcą prezydenta m.st. Warszawy Lecha Kaczyńskiego odpowiedzialnym za edukację, kulturę, politykę informacyjną i promocję miasta, budownictwo, drogownictwo oraz infrastrukturę.
23 grudnia 2005 po objęciu przez Lecha Kaczyńskiego urzędu prezydenta RP został powołany na stanowisko szefa Kancelarii Prezydenta RP. Od 13 stycznia 2006 do 24 sierpnia 2006 pełnił obowiązki szefa Biura Bezpieczeństwa Narodowego.
2 czerwca 2006 w następstwie artykułu prasowego w „Rzeczpospolitej” złożył dymisję z funkcji szefa Kancelarii Prezydenta RP. Dziennik podał, że Andrzej Urbański, pełniąc tę funkcję, według Krajowego Rejestru Sądowego wciąż pozostawał prezesem i udziałowcem założonej wspólnie z Ryszardem Nawratem (oskarżonym o korupcję działaczem SLD) firmy Kalejdoskop – Nowa Korporacja, co miało być niezgodne z ustawą antykorupcyjną. Od 9 października 2006 do 28 lutego 2007 pełnił funkcję doradcy prezydenta.
Od 4 września 2007 był członkiem Kolegium IPN, pełnił tę funkcję do czasu zlikwidowania tego organu w 2011 i utworzenia w jego miejsce Rady IPN.

### Działalność zawodowa w III RP
Był kierownikiem działu politycznego w „Tygodniku Solidarność”. W latach 90. był redaktorem naczelnym programu Pegaz w Telewizji Polskiej oraz gazet „Express Wieczorny”, „Życie Warszawy” i tygodnika „Czas Polski”. Prowadził w Telewizji Polskiej audycje Pytania o Polskę oraz Premierzy.
26 lutego 2007 został powołany do rady nadzorczej TVP, od 27 lutego 2007 pełnił obowiązki prezesa zarządu Telewizji Polskiej, a 3 kwietnia 2007 został wybrany na stanowisko prezesa zarządu Telewizji Polskiej. 19 grudnia 2008 rada nadzorcza TVP podjęła decyzję o jego zawieszeniu na stanowisku prezesa zarządu, a 19 września 2009 o jego odwołaniu z zarządu.
W grudniu 2012 został publicystą tygodnika „Uważam Rze”, a od listopada 2013 do lipca 2014 był redaktorem naczelnym „Uważam Rze Historia”.

## Życie prywatne
Był dwukrotnie żonaty. Z pierwszą żoną Bożeną miał córkę Joannę. Małżeństwo zakończyło się rozwodem. Jego drugą żoną została Hanna, z którą miał córkę Annę i syna Mateusza.
Chorował na raka trzustki. 31 maja 2016 został pochowany w Alei Zasłużonych na Cmentarzu Wojskowym na Powązkach w Warszawie (kwatera G/tuje/25).

## Publikacje
- Wojna o której nie chcieliśmy wiedzieć (Wydawnictwo Iskry, Warszawa 2007).

## Odznaczenia
- Krzyż Komandorski Orderu Odrodzenia Polski – 2016, pośmiertnie[16]
- Krzyż Kawalerski Orderu Odrodzenia Polski – 2011[17]
- Krzyż Wolności i Solidarności – 2021, pośmiertnie[18]
- Srebrny Medal „Zasłużony Kulturze Gloria Artis” – 2005[19]